# Епурени (Васлуй)
Епурени (рум. Epureni) — коммуна в составе жудеца Васлуй (Румыния).

## Состав
В состав коммуны входят следующие населённые пункты (данные о населении за 2011 год):
- Бурсуч (рум. Bursuci) — 1.018 жителей
- Епурени (рум. Epureni) — 915 жителей
- Бырлэлешти (рум. Bârlălești) — 719 жителей
- Хорга (рум. Horga) — 429 жителей

## География
Коммуна расположена в 246 км к северо-востоку от Бухареста, 45 км к югу от Васлуя, 104 км к югу от Ясс, 91 км к северу от Галаца.

## Население
Демографические данные ниже приводятся по переписи населения 2002 года.

### Национальный состав
| Национальность | Кол-во человек | Процент |
| -------------- | -------------- | ------- |
| Румыны         | 3252           | 100 %   |

### Родной язык
| Язык      | Кол-во человек | Процент |
| --------- | -------------- | ------- |
| Румынский | 3252           | 100 %   |

### Вероисповедание
| Вероисповедание | Кол-во человек | Процент |
| --------------- | -------------- | ------- |
| Православные    | 3230           | 99,3 %  |
| Не указали      | 10             | 0,3 %   |
| Адвентисты      | 9              | 0,3 %   |

## Политика
По результатам местных выборов 2016 года, местный совет коммуны состоит из 13 депутатов следующих партий:
| Партия                          | Количество депутатов |
| ------------------------------- | -------------------- |
| Социал-демократическая партия   | 6                    |
| Национальная либеральная партия | 4                    |
| Альянс либералов и демократов   | 2                    |
| Партия Народного движения       | 1                    |